# Codeguim

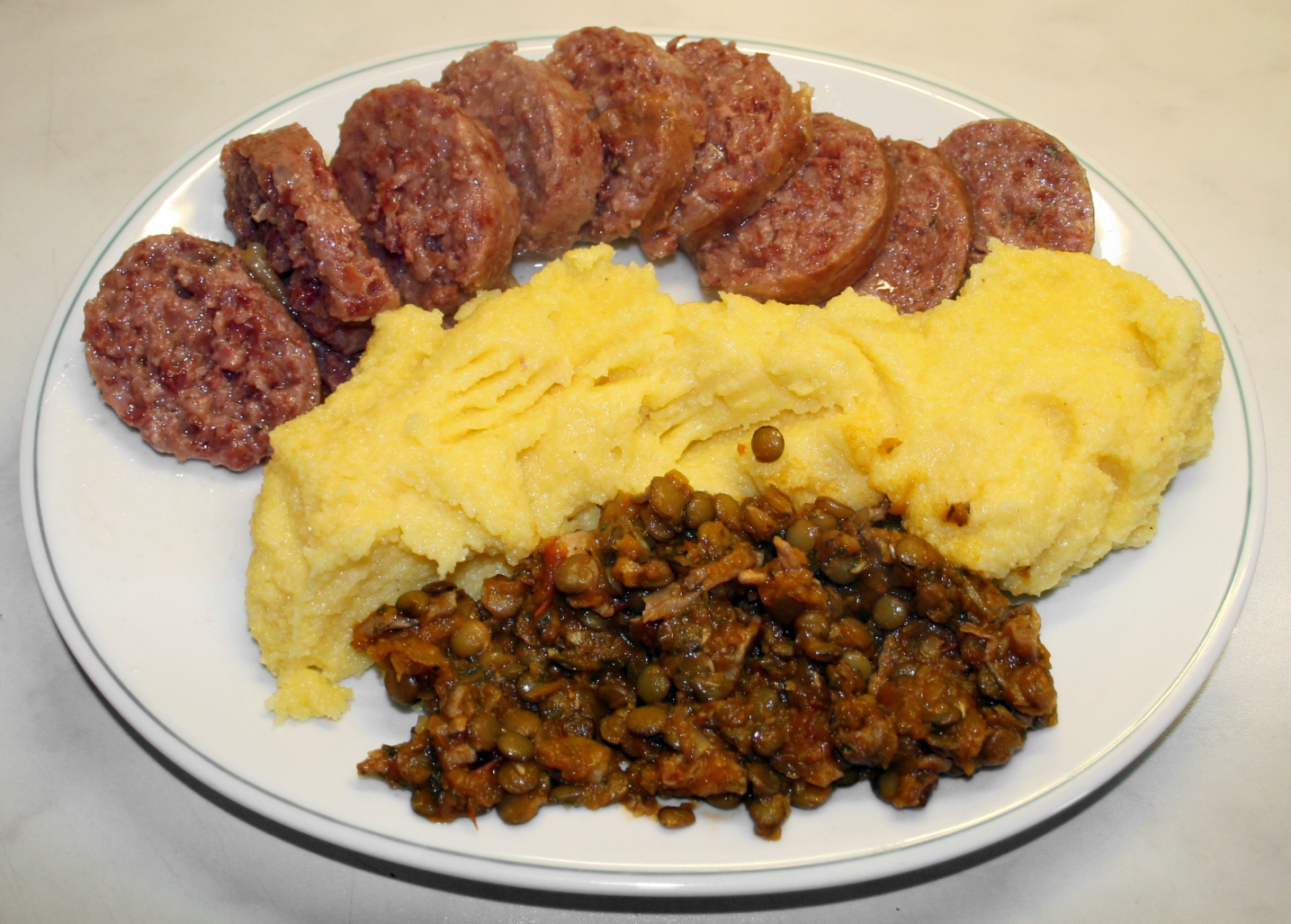
Linguiça do tipo codeguim (acima) servida com polenta e lentilhas

O codeguim (de codeghin, forma em língua vêneta; em italiano cotechino) é um tipo de linguiça de origem italiana que, à diferença do salame, é cozido antes de ser consumido.
Na Itália é tradicionalmente servido com lentilhas no Ano-Novo. No Brasil, é ainda hoje produto típico produzido artesanalmente em regiões de colonização italiana, como o interior dos estados da Região Sul e de São Paulo.
O codeguim é preparado pelo preenchimento de invólucros naturais chamados tripas com pele suína e uma mistura de gordura, carne suína com sal e especiarias. Na produção industrial nitritos e nitratos são adicionados como conservantes.[carece de fontes?]